# Hammerum friskole
Hammerum Friskole er en friskole i Hammerum, der blev oprettet i 1948, og har i dag lidt over 200 elever. Skolen har sine grundlag på Grundtvig koldsk skolesyn og er en del af Hammerum Fri- og Efterskole.
Skolen blev oprettet i 1948 samt tilsluttet Hammerum Efterskole som blev grundlagt i 1959.